# Гейзелгерст (Вісконсин)
Гейзелгерст (англ. Hazelhurst) — місто (англ. town) в США, в окрузі Онейда штату Вісконсин. Населення — 1299 осіб (2020).

## Демографія
Згідно з переписом 2010 року, у місті мешкали 1273 особи в 537 домогосподарствах у складі 397 родин. Було 1246 помешкань
Расовий склад населення:
| - 96,2 % — білих - 1,0 % — корінних американців - 0,9 % — азіатів |

До двох чи більше рас належало 1,1 %. Частка іспаномовних становила 2,6 % від усіх жителів.
За віковим діапазоном населення розподілялося таким чином: 19,1 % — особи молодші 18 років, 61,2 % — особи у віці 18—64 років, 19,7 % — особи у віці 65 років та старші. Медіана віку мешканця становила 49,5 року. На 100 осіб жіночої статі у місті припадало 106,7 чоловіків;  на 100 жінок у віці від 18 років та старших — 107,7 чоловіків також старших 18 років.
Середній дохід на одне домашнє господарство  становив 70 967 доларів США (медіана — 57 813), а середній дохід на одну сім'ю — 85 149 доларів (медіана — 71 500). Медіана доходів становила 51 875 доларів для чоловіків та 39 107 доларів для жінок. За межею бідності перебувало 5,9 % осіб, у тому числі 8,3 % дітей у віці до 18 років та 2,7 % осіб у віці 65 років та старших.
Цивільне працевлаштоване населення становило 599 осіб. Основні галузі зайнятості: освіта, охорона здоров'я та соціальна допомога — 26,9 %, мистецтво, розваги та відпочинок — 13,4 %, роздрібна торгівля — 12,0 %, виробництво — 10,7 %.